# Partenstein
Partenstein è un comune tedesco di 2 864 abitanti, situato nel circondario del Meno-Spessart nel distretto della Bassa Franconia nel land della Baviera.